# Елфутина, Стефания Александровна
Стефани́я Алекса́ндровна Елфу́тина (род. 27 января 1997, Ейск, Краснодарский край) — российская яхтсменка, бронзовый призёр летних Олимпийских игр 2016 в классе RS:X, трёхкратный призёр чемпионатов Европы, многократная чемпионка мира и Европы среди юниоров, заслуженный мастер спорта России.

## Спортивная биография
Уже в 2003 году Стефания Елфутина выиграла свою первую награду в парусном спорте, став третьей на «Геленджикской регате».
На крупных международных турнирах Елфутина начала выступать с 2010 года. Первое время Стефания выступала в классе «Бик Техно 293», в котором в июле 2013 года она стала чемпионкой мира среди юниоров. С конца 2013 года Стефания перешла к выступлениям в классе RS:X, и уже на первом юниорском чемпионате мира она заняла высокое 4-е место. В июле 2014 года Елфутина впервые в карьере стала чемпионкой мира среди юниоров в классе RS:X. Спустя год Стефания повторила свой результат, став первой на юниорском первенстве в Лангкави.
В сентябре 2014 года Стефания приняла участие в чемпионате мира в испанском Сантандере. По итогам соревнований в классе RS:X она заняла итоговое 19-е место. Тем самым она принесла сборной России лицензию на участие в летних Олимпийских играх 2016 года. На взрослых соревнованиях первым крупным успехом в карьере Елфутиной стала победа в декабре 2014 года на этапе Кубка мира в Мельбурне, причём россиянка выиграла 8 из 11 прошедших там гонок. В мае 2015 года Стефания стала первой на Кубке России в Сочи. В октябре 2015 года российская яхтсменка смогла пробиться в десятку сильнейших сразу на двух крупных турнирах. Сначала она стала 10-й на чемпионате мира в классе RS:X (при этом она стала чемпионкой мира среди юниоров), а затем 4-й в финале Кубка мира в Абу-Даби. На чемпионате мира 2016 года в классе RS:X Елфутина в очередной раз стала первой в категории до 21 года, при этом во взрослом зачёте она заняла высокое 5-е место. В июле 2016 года Стефания завоевала первую медаль взрослого чемпионата Европы, став третьей на первенстве в Хельсинки. По ходу чемпионата российская яхтсменка одержала 4 победы в 13-ти гонках. Также Елфутина вновь стала чемпионкой Европы в молодёжном зачёте.
14 августа 2016 года Стефания выиграла историческую для России бронзовую медаль Олимпийских игр в Рио-де-Жанейро в классе RS:X.

Что касается нашей гонщицы, то несмотря на два штрафа на старте медальной гонки, Стефания смогла догнать флот и обойти свою основную соперницу Тартальини. Бронзовая медаль юной гонщицы Елфутиной — заслуженный итог: отличное выступление спортсменки стало возможным благодаря таким её качествам, как спортивное мужество, выдержка, решительность и высокая степень специальной физической подготовки!
Стефанию и нашу команду поздравили с бронзой буквально все представители других команд.— Ильин О. А. ОТЧЕТ об участии сборной команды России в парусных соревнованиях XXXI Олимпийских Игр с. 17-18. ВФПС (18 сентября 2016). Дата обращения: 28 сентября 2016. Архивировано 3 октября 2016 года.
- 2017 год. Завоевала серебряную медаль в абсолютном зачёте и золотую медаль в юниорском (до 21 года) зачёте на чемпионате Европы в Марселе[6].
- 2018 год. Заняла 17 место на Комплексном чемпионате мира по парусному спорту и в итоге завоевала для России лицензию в классе парусная доска (женщины) на Летние Олимпийские игры 2020.
- 2020 год. Стефания Елфутина не приняла участия в чемпионате России в олимпийских классах яхт в Тольятти. 23 сентября Главный тренер сборной команды России по парусному спорту Н. Иванова заявила, что дальнейшая спортивная карьера спортсменки находится под вопросом[7].

В 2018 году у Стефании были выявлены проблемы со здоровьем, не связанные с тренировочным процессом. Она лечилась, прошла несколько курсов реабилитации в России и в Германии. На 2021 год здоровье улучшилось, но медицинского допуска к тренировкам и соревнованиям у неё нет.
В ноябре 2021 года Стефания избрана в состав Комиссии спортсменов Олимпийского комитета России.

## Достижения
- Яхтсменка года в России: 2013[10]
- Яхтсменка года в России в номинации «Команда года»: 2011 (вместе с Андреем Загайновым и Евгением Айвазьяном)
- "Юниор 2016 года" по версии журнала "Юниорспорт"[11]
- Лауреат премии «ЯХТСМЕН XXI ВЕКА» (2000–2020)[12]

## Личная жизнь
- В 2014 году с золотой медалью окончила лицей №4 им. профессора Е.А. Котенко г. Ейска.
- Окончила Кубанский государственный университет физической культуры, спорта и туризма в 2020 году.
- С 2018 года проживает в Сочи[13].
- Младшие сестры Василиса и Екатерина занимаются фигурным катанием.

## Государственные награды
- Медаль ордена «За заслуги перед Отечеством» II степени (25 августа 2016 года) — за высокие спортивные достижения на Играх XXXI Олимпиады 2016 года в городе Рио-де-Жанейро (Бразилия), проявленные волю к победе и целеустремлённость[14].